# Ninox obscura
Ninox obscura (лат.) — вид птиц из рода иглоногих сов семейства совиных. Подвидов не выделяют. Оперение голубовато-кофейно-коричневое сверху и снизу. Подхвостье со слабой белой каймой. Глаза желтые, клюв темно-синий. Данный вид обитает в лесах и редколесьях на низких высотах, где, как считается, питается крупными насекомыми.